# Étienne Rolin
Pour les articles homonymes, voir Rolin.
Étienne Rolin (né le 12 juillet 1952 à Berkeley, Californie) est un musicien (clarinettes, saxophones, flûte), compositeur et sculpteur français d'origine américaine.

## Biographie
Étienne Rolin a étudié la philosophie et la musicologie à l'université de San Francisco de 1970 à 1974. Après avoir suivi des ateliers avec Donatoni, Ligeti, Messiaen et Xenakis, il a étudié l'harmonie et l'analyse musicale avec Nadia Boulanger.

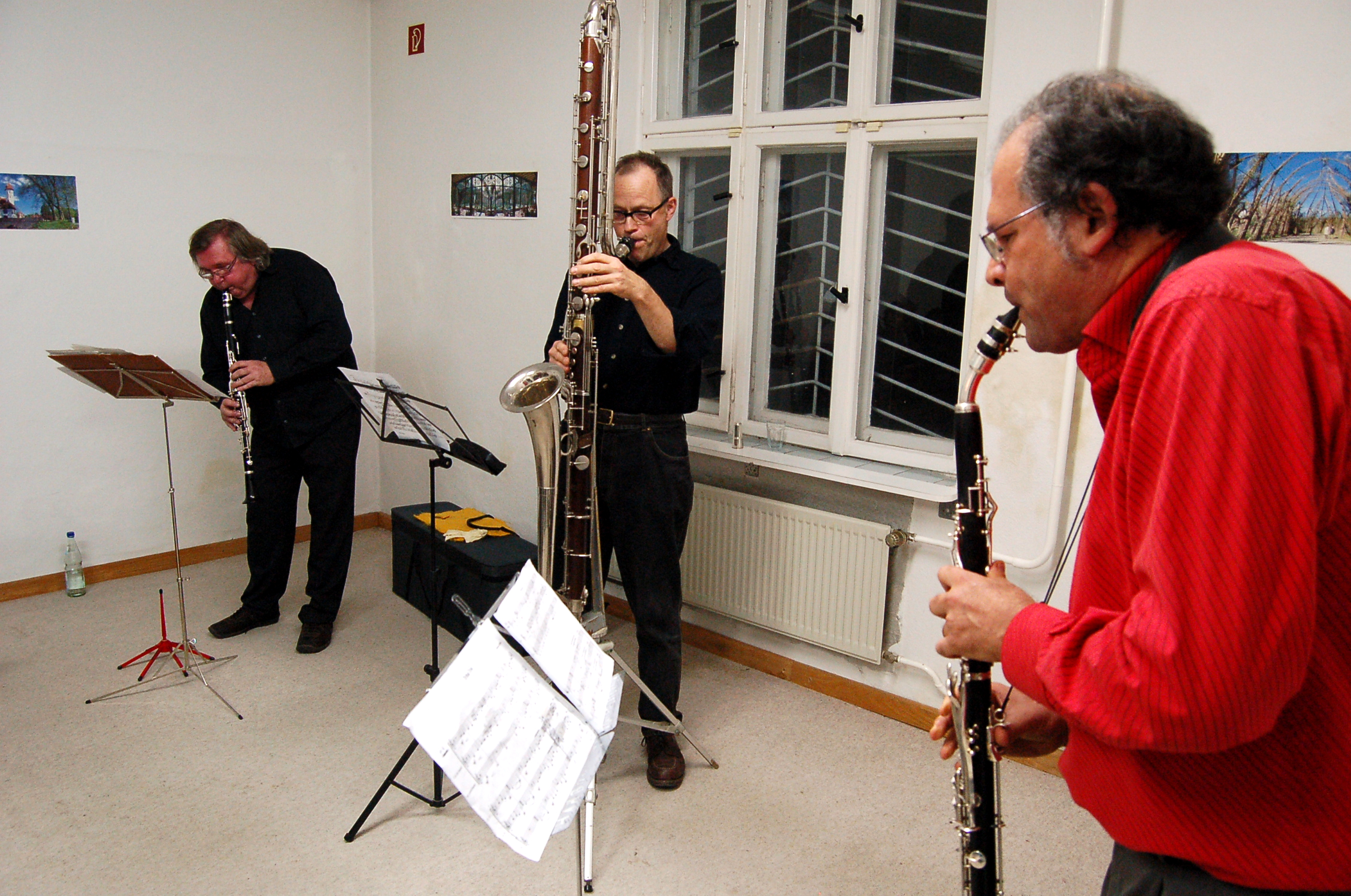
Étienne Rolin (à droite) avec le Tribal Clarinet Trio (Theo Jörgensmann,, 2009)

À partir de 1979, Étienne Rolin a travaillé comme enseignant, notamment à l'ENM d'Angoulême, et a été responsable du département de jazz de l'ENM à Montauban de 1989 à 1995. De 1985 à 2018, il a été nommé professeur d'analyse musicale au Conservatoire national de musique de Bordeaux. Il est l'auteur de plus de 600 compositions, dont des commandes pour l'Ensemble intercontemporain, l'ensemble Accroche Note ou l'ensemble 2E2M. En tant que musicien, il a été membre de nombreux ensembles de musique de chambre et d'improvisation tels que l'Ensemble Polyfolia, Fine Tuning, Tribal Clarinet Trio et Cinégraphes (où il a enregistré avec François Rossé, Louis Sclavis, Vinko Globokar, Daniel Humair, Antoine Hervé ou Kent Carter (en)). En 1984, il a présenté sous son propre nom l'album Portraits : Quartet et Orchestre. On peut encore l'entendre sur des enregistrements de Rivière Composers' Pool.
Il est naturalisé français en 1982.
En 1985, il crée également le label « Erol Records » pour la musique improvisée.
En 1999, Etienne Rolin fonde avec François Rossé et Philippe Laval la maison d'éditions Tempéraments.
En 2004, il fonde le groupe de  « comprovisation », la NASA (Nouvelle Assemblée Sonore d'Aquitaine).
Il est formé au Soundpainting par Walter Thompson (en) à partir de 2007. Il invente le système de notation EROLGRAPHS. Au CRR de Bordeaux, il est responsable de trois orchestres de Soundpainting C.H.A.M. Il est président de SoundPainters Sans Frontières.

## Œuvres (sélection)
- Études et inventions pour les flûtes à bec : Principes pour l'interprétation de la musique du XXe siècle, Paris, éditions Henri Lemoine, 14 janvier 1997 (ISMN 979-0230947985). Prix SACEM de la partition pédagogique.

## Ouvrage
- Improvisation ou création musicale instantanée, 2002, 100 p. (lire en ligne)
- « Transmission Artistique »
- « Interdisciplinarité, Utopie ou voie d’avenir ? », distribution Tempéraments
- Lexique croisé des arts, éditions Delatour, 2021, 120 p. (ISBN 978-2752104335, lire en ligne).